# Oľga Poliaková
Oľga Poliaková (* 8. května 1939) byla slovenská a československá politička a bezpartijní poslankyně Sněmovny národů Federálního shromáždění za normalizace.

## Biografie
K roku 1971 se profesně uvádí jako členka JZD. Ve volbách roku 1971 zasedla do slovenské části Sněmovny národů (volební obvod č. 149 - Trebišov, Východoslovenský kraj).Ve FS setrvala do konce funkčního období, tedy do voleb roku 1976.